# Дволусківниця зігнута
Дволусківниця зігнута або піскотрав зігнутий (Parapholis incurva (L.) C.E.Hubb.) — вид рослин родини тонконогові (Poaceae). лат. incurva — «вигнутий».

## Опис
Чубата, однорічна, до 30 сантиметрів заввишки, з зеленими квітами рослина. Листові пластини 7 см х 1,3 мм. Кластер 12 см, до 19 колосків, як правило, різко зігнуті. Цвітіння і плодоношення з квітня по червень.

## Поширення
Північна Африка: Алжир; Лівія; Марокко; Туніс. Азія: Афганістан; Кіпр; Єгипет — Синай; Іран; Ірак; Ізраїль; Йорданія; Ліван; Сирія; Туреччина; Туркменістан; Узбекистан; Індія [пн.зх.]; Пакистан. Кавказ: Азербайджан; Грузія; Росія — Дагестан. Європа: Велика Британія — Англія [пд.]; Україна [вкл. Крим]; Албанія; Болгарія; Хорватія; Греція [вкл. Крит]; Італія [вкл. Сардинія, Сицилія]; Словенія; Франція [вкл. Корсика]; Португалія [вкл. Мадейра]; Гібралтар; Іспанія [вкл. Балеарські острови, Канарські острови [Ла Пальма]]. Натуралізований в деяких інших країнах. Росте на солончаках.

### Галерея

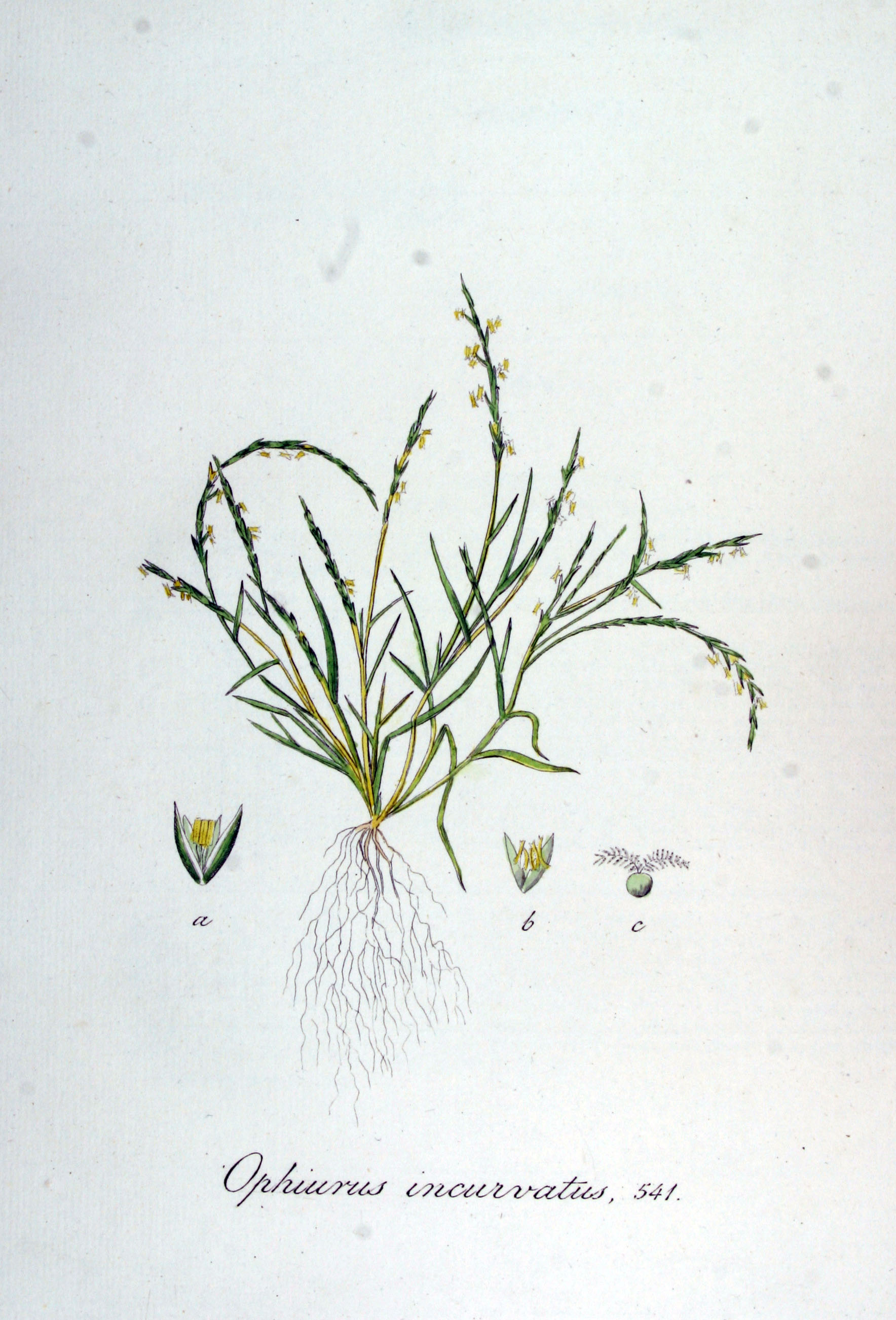
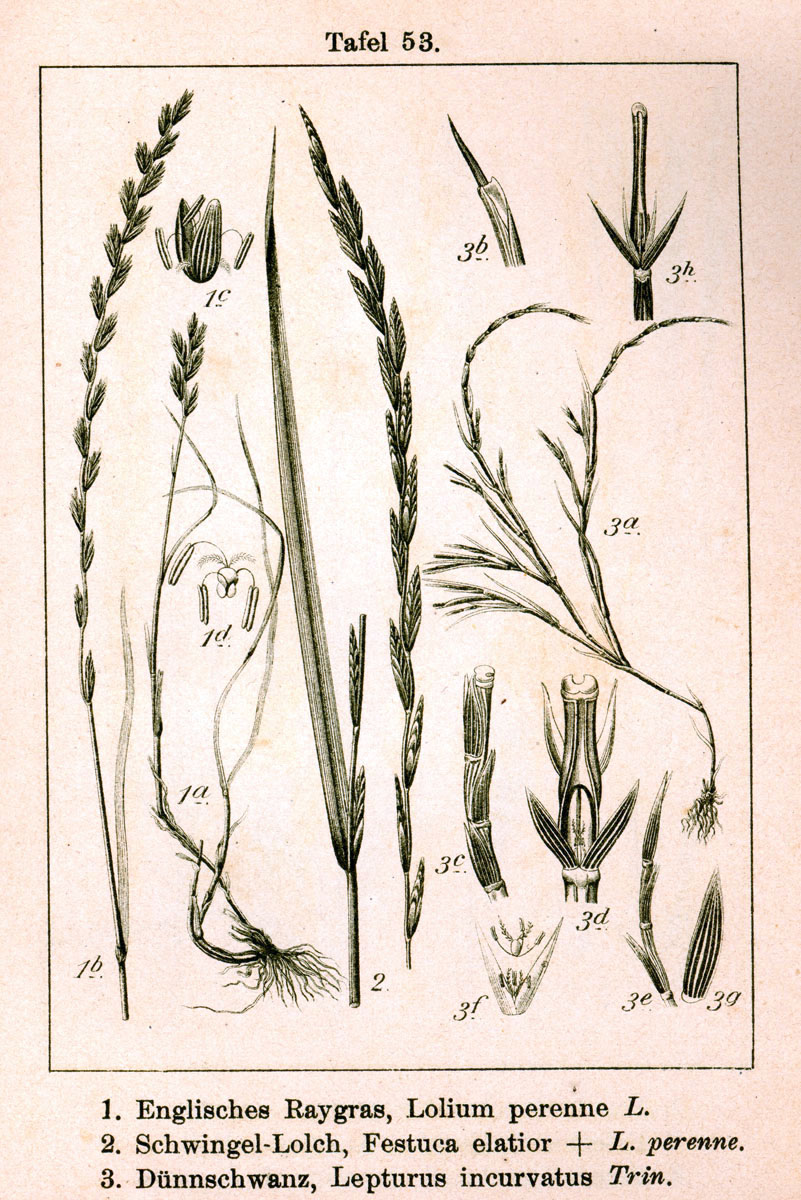